# Felices Pascuas
Felices Pascuas es una película española estrenada el 13 de diciembre de 1954, dirigida por Juan Antonio Bardem, en la que fue su primera película dirigida en solitario y protagonizada en los papeles principales por Julia Martínez y Bernard La Jarrige.

## Sinopsis
Juan es un barbero agraciado con el Gordo de Navidad, lo que representaba un total de 15.000 pesetas de premio, ya que jugaba una participación de 2 pesetas. Tal es su entusiasmo que tras enterarse de la noticia por la radio, se despide de su trabajo y le insiste a su mujer Pilar, que trabaja haciendo la manicura en un salón de belleza, que también lo deje. Cuando regresa a su casa descubre que no hay premio, ya que su mujer cambió una participación de una peseta del número agraciado a la frutera por otro número y la otra participación se la cambió al dueño del bar a cambio de otro número igual, por el que se rifaba un corderito vivo.
Una vez digerido el disgusto se plantean que lo mejor que se puede hacer con el cordero es sacrificarlo para que sirva de cena de Nochebuena, pero sus dos hijos se han encariñado con él (al que han bautizado con el nombre de "Bolita"), y ni Juan ni Pilar se atreven a matarlo.
Tras diversas peripecias, en las que el cordero es robado por una pareja de gitanillos, apareciendo más tarde en una representación navideña infantil en un convento, posteriormente robado por el soldado de un cuartel y finalmente llevado al matadero tras ser metido en un tren de mercancías con otros corderos, la película acaba con "Bolita" salvado por Juan in extremis de su sacrificio y llevado a casa como un héroe con toda la familia y amigos celebrándolo.

## Reparto
| - Julia Martínez como Pilar. - Bernard Lajarrige como Juan. - Pilar Sanclemente como Pili. - Carlos Goyanes como Juanín. - Beni Deus como Manolo. - Manuel Alexandre como Soldado de Artillería. - Josefina Serratosa como Madre Loreto. - Rafael Bardem como Comisario. - Matilde Muñoz Sampedro como Hermana Traspunte. - Emilio Santiago como Jerónimo. - José Luis López Vázquez como Felipe. - Matías Prats como Matías Prats. - Luis Domínguez Luna como Dueño de la barbería. - Casimiro Hurtado | - Arturo Marín como Policía. - Luis Barbán como Sargento. - José Riesgo como Soldado en barracón. - Francisco Bernal como Camarero. - Antonio Riquelme como Comandante de Artillería. - Agustín González como Teniente. - Luis Pérez de León como General. - Antonio Ozores como Centinela. - Alfonso Gallardo como Cabo de guardia. - Manuel Guitián - Juan Antonio Bardem como Recadero del bar. - Arsenio Freignac como Barbero. - José María Prada como Barbero. - Pilar Laguna |